# Honda XR 250-serie
De Honda XR 250-serie is een serie enduromotorfietsen die Honda produceerde van 1979 tot heden (2017).

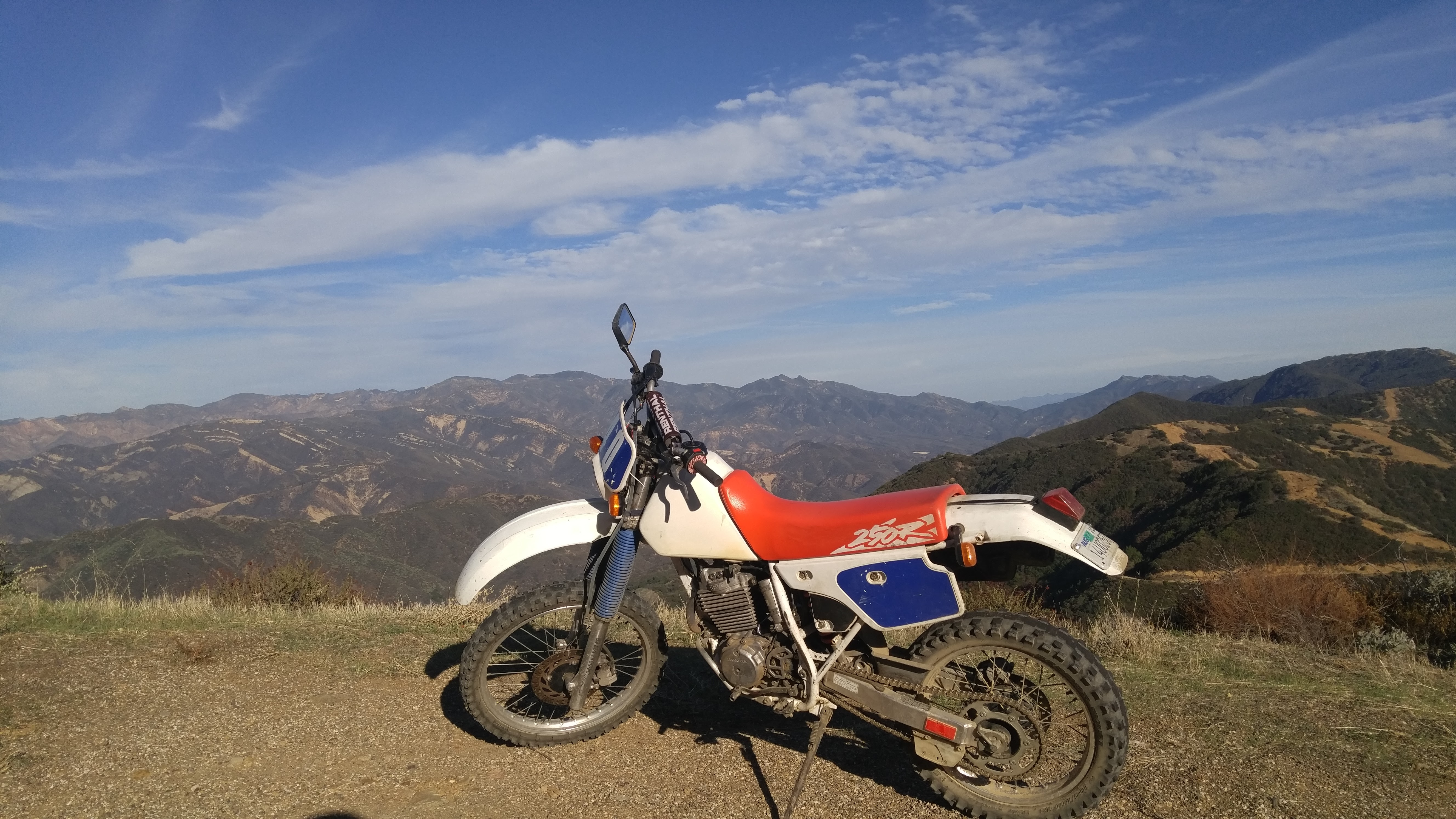
Honda XR 250 R uit 1994

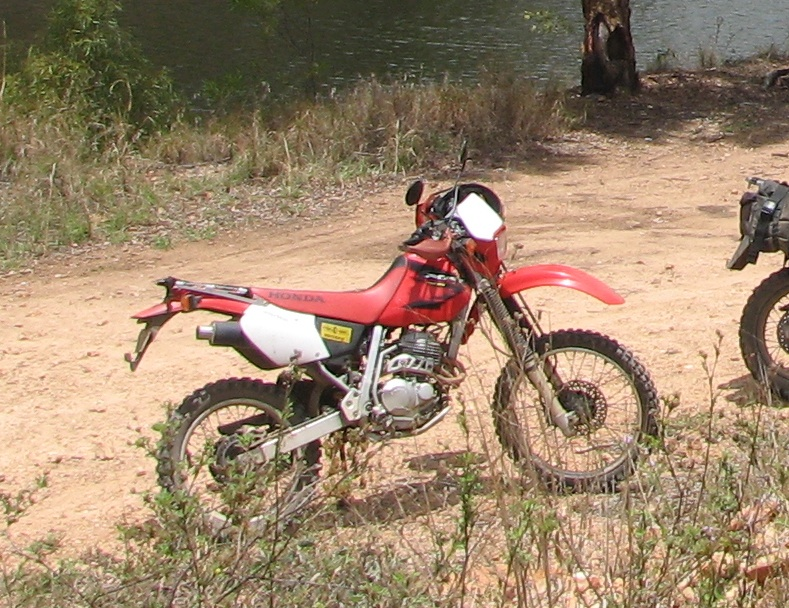
Honda XR 250 R uit 2004

## Voorgeschiedenis
Honda leverde al sinds 1961 motorfietsen die min of meer geschikt waren voor het gebruik op onverharde wegen en in het terrein. Rond 1966 ging men onderscheid maken tussen scramblers, licht omgebouwde straatmotoren die op onverharde wegen nog wel konden worden gebruikt, en offroadmotoren, die voor zwaarder terrein geschikt waren. De scramblers kregen de aanduiding "CL", zoals de Honda CL 100, de Honda CL 125 S, de Honda CL 160 D, de Honda CL 175, de Honda CL 350 en de Honda CL 450. De offroadmotoren kregen de aanduiding "SL", zoals de Honda SL 100, de Honda SL 125, de Honda SL 175 en Honda SL 350. Al deze modellen waren direct afgeleid van bestaande straatmotoren zelfs als het tweecilinders waren, maar de populaire 250cc-klasse ontbrak. Honda besloot een echte, compromisloze offroadmotor te bouwen die niet was afgeleid van de Honda CB 250-serie, die uit tweecilinders bestond.

### XL 250
De Honda XL 250 die in 1972 op de markt kwam had een geheel eigen motorblok en rijwielgedeelte, toegespitst op zwaar offroadwerk maar niet voor gebruik in endurowedstrijden. Daarin hadden andere merken de overhand: Bultaco, Can-Am, Kawasaki, Montesa, Ossa en Suzuki zetten tweetaktmotoren in, terwijl Honda vasthield aan de viertaktmotor, hoewel die wel voorzien was van een bovenliggende nokkenas en vier kleppen. Desondanks was de machine vergeleken met de tweetaktconcurrentie zwaar. Een echte enduromotor als de Bultaco Matador bracht 28 pk op de been en woog slechts 120 kg. De iets minder sterk getunede Yamaha DT 250 leverde 24 pk bij 117 kg en de Honda leverde 20 pk bij 126 kg. Om gewicht te sparen was het motorblok vrij duur geconstrueerd, met een aluminium cilinder en carter en zelfs magnesium carterdeksels. Daarom moest er wellicht weer bezuinigd worden bij het frame, dat uit staal was opgetrokken. De machine had een 6 volt elektrische installatie met veel stekkertjes, waardoor de verlichting, de richtingaanwijzers en de accu snel verwijderd konden worden als er nog meer gewicht gespaard moest worden. De richtingaanwijzers waren in rubber opgehangen, waardoor ze zelfs na valpartijen in zand of modder bleven functioneren. Deze XL 250 vormde de basis voor de Honda XR 250.

## XR 250

### 1979-1981
De XR 250 werd in oktober 1978 gepresenteerd en kwam in 1979 in productie. Ten opzichte van de XL 250 waren er uiterlijk weinig verschillen, maar de machine was veel lichter en dankzij een verhoogde compressieverhouding en een grotere carburateur aanmerkelijk sterker geworden.

#### Motor
De motor was een luchtgekoelde staande eencilinder met een enkele bovenliggende nokkenas en vier kleppen. De boring/slagverhouding bedroeg 74 × 57,8 mm, waardoor de cilinderinhoud op 248,6 cc kwam. Er was geen startmotor, want die zou extra gewicht meebrengen, de machine werd gestart met een kickstarter.

#### Aandrijving
Vanaf de krukas werd de natte platenkoppeling met slechts vier koppelingsplaten door tandwielen aangestuurd. De XR 250 had aanvankelijk een vijfversnellingsbak en de secundaire aandrijving geschiedde met een vrijwel geheel open liggende ketting.

#### Rijwielgedeelte
Het frame was een semi-dubbel wiegframe. Vanaf het balhoofd liepen enkele buizen zowel bovenlangs de motor als naar de onderkant van het blok. Beide buizen splitsten zich echter op in dubbele buizen, waardoor een stevig geheel ontstond waarin de motor zelf geen dragende functie had. Onder het motorblok, waar al twee framebuizen zaten, zat ook een carterbeschermingsplaat. Voor zat een telescoopvork, achter zat een swingarm met twee in vijf standen instelbare veer/demperelementen, die later werd vervangen door het Honda-Pro Link-monoveringsysteem. Zowel voor als achter zaten trommelremmen. Het voorwiel mat aanvankelijk 23 inch, het achterwiel 18 inch. Beide wielen waren van lichtmetaal.

## XR 250 R

### 1981-1983
Met de komst van de R-versie werden er meer verbeteringen aangebracht. Het meest opvallend was de toepassing van het nieuwe Pro Link-monoveringsysteem. De machine kreeg nu ook zes versnellingen en een excentrische kettingspanner.

### 1984-1985
De belangrijkste wijzigingen in 1984 zaten in de motor en de remmen. Honda had nu het Radial Four Valve Combustion (RFVC)-kleppenmechanisme met vier radiaal geplaatste kleppen toegepast. De boring/slagverhouding werd gewijzigd, er werd een balansas ingebouwd en de machine kreeg nu twee 24mm-carburateurs en twee uitlaatpoorten met twee uitlaatbochten. De machine werd ook veel lichter. Terwijl de XR 250 R ten opzichte van de XR 250 bijna 5 kg zwaarder was geworden, verloor ze nu 11 kg aan gewicht. In het voorwiel zat nu een 240mm-schijfrem.
Rond 1985 kwam de XR 250 R ook in Nederland op de markt.

### 1986-1989
In 1986 onderging de XR 250 R een aantal veranderingen die waren afgeleid van de in 1985 geïntroduceerde XR 600 R en die nodig waren door het verdwijnen van de XR 350 en de XR 500. Zo werd de voorste enkele framebuis vervangen door een rechthoekig exemplaar en de carterbeschermingsplaat werd vervangen door enkele buizen. De wielbasis werd enkele centimeters groter en de zitpositie werd verbeterd, waardoor langere rijders meer ruimte kregen tussen zadel en stuur. Ook de motor werd weer veranderd: De boring/slagverhouding werd aangepast en men ging terug naar slechts één 30mm-carburateur. Dat kostte wel topvermogen, maar de motor werd er minder "piekerig" door en sterker in het middentoerengebied. Bovendien kreeg de machine een oliekoeler en twee oliepompen.

### 1990-1995
Nadat de XR 250 R in 1984 een schijfrem in het voorwiel had gekregen, kwam er wat kritiek op de simplexrem in het achterwiel, die veel onderhoud vergde omdat ze snel vervuilde. De schijfrem in het achterwiel was een van de belangrijkste wijzigingen in 1990. Er waren er echter meer, die niet zo sterk opvielen. Zo kwam er een aluminium swingarm en Honda stapte af van de vering van Showa. Er werd nu een achterschokdemper en een cartridge voorvork van Kayaba gemonteerd. Dat resulteerde in een hogere machine: de zithoogte nam met 3 centimeter toe, maar de bodemvrijheid nam met een centimeter af doordat er dikkere onderbuizen voor het frame werden gebruikt. Omdat de Kayaba-vork werd geleverd met andere kroonplaten werd de naloop 15 mm korter, waardoor de machine lichter stuurde. De machine werd ook weer op 30 pk gebracht vanwege het verschijnen van de iets tammere XR 250 L. De "R" kon daardoor weer een wat fellere motor krijgen om zijn rol als enduromotor te vervullen. Opmerkelijk was de toevoeging van elektrische richtingaanwijzers in 1993. In de Verenigde Staten waren die nodig om de machine "streetlegal" te maken. In 1995 kwamen er weer kleine technische aanpassingen. Zo werd het carter iets kleiner, net als de balhoofdhoek en de wielbasis.

### 1996-2005
In 1996 vond er eigenlijk maar één wijziging plaats, maar wel een belangrijke. In navolging van de Honda XR 600 R kreeg de XR 250 R een dry-sump smeersysteem.

## XR 250 L

### 1991-1996
In 1987 was de productie van de Honda XL 250 R beëindigd. Die machine werd weliswaar opgevolgd door de Honda XL 250 Degree en de Honda NX 250, maar dat waren allroads, veel meer gericht op straatgebruik. Mede onder druk van de populaire Suzuki DR 250 S en de Suzuki DR 350 S vond Honda het nodig een meer terreingerichte motorfiets op de markt te brengen, die geen extreem sportieve en spartaanse enduromotor was, maar een offroad, waar de scherpe kantjes vanaf waren maar die toch een grote terreinvaardigheid had. Bovendien moest de machine straatlegaal zijn. De XR 250 L, die in 1991 werd gepresenteerd, was rechtstreeks afgeleid van de XR 250 R, maar leverde iets minder vermogen en was voorzien van elektrische richtingaanwijzers en een startmotor. De motor van de XR 250 L was vrijwel identiek aan die van de XR 250 R, maar de luchtinlaat had een klein extra pijpje om het geluid te dempen, de oliekoeler ontbrak en de compressieverhouding was iets lager voor een soepeler motorloop. Dat kostte enkele pk's, de XR 250 L leverde slechts 28 pk. Ook het frame was identiek, afgezien van enkele extra bevestigingspunten voor o.a. de richtingaanwijzers. De voorvork was van Showa en iets eenvoudiger dan de cartridgevork van de "R". De vering had - zowel voor als achter - veel minder instelmogelijkheden. Dat was nodig om geld te besparen en de machine in de VS precies één dollar goedkoper aan te bieden dan een Suzuki DR 250 S, maar nog steeds veel duurder dan een Yamaha XT 350 of een Kawasaki KL 250.

## XR 250 Motard

### 2003-2006
In 2003 presenteerde Honda de XR 250 Motard, een van de XR 250 R afgeleide machine met het uiterlijk van een supermotard. De machine had langere veerwegen en kleine, 17 inch wielen met straatbanden. De voorvork was een 43mm-cartridge-USPD-vork.

## XR 250 R Dall'Ara

### 2005-2006
In 2005 kwam de XR 250 R Dall'Ara op de Italiaanse markt, waarschijnlijk geproduceerd door Honda Italia. De machine had iets andere modellijnen dan de normale XR 250 R en was ook 6 kg zwaarder. Dat extra gewicht was een gevolg van de gemonteerde startmotor.

## XR 250 Tornado

### 2005-
De Honda XR 250 Tornado kwam in 2005 op de markt voor de Zuid-Amerikaanse en Afrikaanse markt. De machine leek op de Dall'Ara, maar bleef ook na 2006 in productie. Het vermogen was echter beperkt tot 20 à 23 pk. De Tornado had een 21 inch voorwiel en een 18 inch achterwiel, een startmotor en de mogelijkheid om duovoetsteunen te monteren.

## Technische gegevens
| Periode                | 1979-1980                 |                         | 1981-1983                         | 1984-1985                         | 1986-1989                         | 1990-1995                | 1996-2005                |                          | 1991-1996                |                          | 2003-2006                |                          | 2005-2006                |                          | 2005-                    |                          |   |
| Categorie              | Enduro                    | Enduro                  | Enduro                            | Enduro                            | Enduro                            | Enduro                   | Enduro                   |                          | Offroad                  |                          | Supermotard              |                          | Allroad                  | Allroad                  | Allroad                  |                          |   |
| Motortype              | OHC 4 kleppen             | OHC 4 kleppen           | OHC 4 kleppen                     | OHC 4 kleppen RFVC                | OHC 4 kleppen RFVC                | OHC 4 kleppen RFVC       | OHC 4 kleppen RFVC       | OHC 4 kleppen RFVC       | OHC 4 kleppen RFVC       | OHC 4 kleppen RFVC       | OHC 4 kleppen RFVC       | OHC 4 kleppen RFVC       | OHC 4 kleppen RFVC       | OHC 4 kleppen RFVC       | OHC 4 kleppen RFVC       | OHC 4 kleppen RFVC       |   |
| Bouwwijze              | Staande eencilinder       | Staande eencilinder     | Staande eencilinder               | Staande eencilinder               | Staande eencilinder               | Staande eencilinder      | Staande eencilinder      | Staande eencilinder      | Staande eencilinder      | Staande eencilinder      | Staande eencilinder      | Staande eencilinder      | Staande eencilinder      | Staande eencilinder      | Staande eencilinder      | Staande eencilinder      |   |
| Koeling                | Lucht                     | Lucht                   | Lucht                             | Lucht                             | Lucht                             | Lucht                    | Lucht                    | Lucht                    | Lucht                    | Lucht                    | Lucht                    | Lucht                    | Lucht                    | Lucht                    | Lucht                    | Lucht                    |   |
| Boring                 | 74 mm                     | 74 mm                   | 74 mm                             | 75 mm                             | 73 mm                             | 73 mm                    | 73 mm                    | 73 mm                    | 73 mm                    | 73 mm                    | 73 mm                    | 73 mm                    | 73 mm                    | 73 mm                    | 73 mm                    | 73 mm                    |   |
| Slag                   | 57,8 mm                   | 57,8 mm                 | 57,8 mm                           | 56,5 mm                           | 59,5 mm                           | 59,5 mm                  | 59,5 mm                  | 59,5 mm                  | 59,5 mm                  | 59,5 mm                  | 59,5 mm                  | 59,5 mm                  | 59,5 mm                  | 59,5 mm                  | 59,5 mm                  | 59,5 mm                  |   |
| Cilinderinhoud         | 248,6 cc                  | 248,6 cc                | 248,6 cc                          | 249,6 cc                          | 249,0 cc                          | 249,0 cc                 | 249,0 cc                 | 249,0 cc                 | 249,0 cc                 | 249,0 cc                 | 249,0 cc                 | 249,0 cc                 | 249,0 cc                 | 249,0 cc                 | 249,0 cc                 | 249,0 cc                 |   |
| Carburateur(s)         | 1 x Keihin 30,5 mm        | 1 x Keihin 30,5 mm      | 1 x Keihin 30,5 mm                | 2x Keihin 24 mm                   | 1 x Keihin 30 mm                  | 1 x Keihin 30 mm         | 1 x Keihin 30 mm         | 1 x Keihin 30 mm         | 1 x Keihin 30 mm         |                          | 1 x Keihin 32 mm         |                          | 1 x Keihin 30 mm         |                          | Onbekend                 |                          |   |
| Ontsteking             | CDI                       | CDI                     | CDI                               | CDI                               | CDI                               | CDI                      | CDI                      | CDI                      | CDI                      | CDI                      | CDI                      | CDI                      | CDI                      | CDI                      | CDI                      | CDI                      |   |
| Smeersysteem           | Wet-sump                  | Wet-sump                | Wet-sump                          | Wet-sump                          | Wet-sump                          | Wet-sump                 | Dry-sump                 | Dry-sump                 | Dry-sump                 | Dry-sump                 | Dry-sump                 | Dry-sump                 | Dry-sump                 | Dry-sump                 | Dry-sump                 | Dry-sump                 |   |
| Compressieverhouding   | 9,6:1                     |                         | 10:1                              | 10:1                              | 10,2:1                            | 10,2:1                   | 10,2:1                   |                          | 9,3:1                    |                          | 10,2:1                   | 10,2:1                   | 10,2:1                   |                          | 9,3:1                    |                          |   |
| Max. Vermogen          | 30 pk bij 9.000 tpm       | 30 pk bij 9.000 tpm     | 30 pk bij 9.000 tpm               | 30 pk bij 9.000 tpm               | 24 pk bij 8.000 tpm               | 30 pk bij 9.000 tpm      | 30 pk bij 9.000 tpm      |                          | 28 pk bij 9.000 tpm      |                          | 30 pk bij 9.000 tpm      | 30 pk bij 9.000 tpm      | 30 pk bij 9.000 tpm      |                          | 23 pk                    |                          |   |
| Primaire aandrijving   | Tandwielen                | Tandwielen              | Tandwielen                        | Tandwielen                        | Tandwielen                        | Tandwielen               | Tandwielen               | Tandwielen               | Tandwielen               | Tandwielen               | Tandwielen               | Tandwielen               | Tandwielen               | Tandwielen               | Tandwielen               | Tandwielen               |   |
| Koppeling              | Meervoudige natte plaat   | Meervoudige natte plaat | Meervoudige natte plaat           | Meervoudige natte plaat           | Meervoudige natte plaat           | Meervoudige natte plaat  | Meervoudige natte plaat  | Meervoudige natte plaat  | Meervoudige natte plaat  | Meervoudige natte plaat  | Meervoudige natte plaat  | Meervoudige natte plaat  | Meervoudige natte plaat  | Meervoudige natte plaat  | Meervoudige natte plaat  |                          |   |
| Versnellingen          | 5                         |                         | 6                                 | 6                                 | 6                                 | 6                        | 6                        | 6                        | 6                        | 6                        | 6                        | 6                        | 6                        | 6                        | 6                        | 6                        | 6 |
| Secundaire aandrijving | Ketting                   | Ketting                 | Ketting                           | Ketting                           | Ketting                           | Ketting                  | Ketting                  | Ketting                  | Ketting                  | Ketting                  | Ketting                  | Ketting                  | Ketting                  | Ketting                  | Ketting                  | Ketting                  |   |
| Rijwielgedeelte        | Semi-dubbel wiegframe     | Semi-dubbel wiegframe   | Semi-dubbel wiegframe             | Semi-dubbel wiegframe             | Semi-dubbel wiegframe             | Semi-dubbel wiegframe    | Semi-dubbel wiegframe    | Semi-dubbel wiegframe    | Semi-dubbel wiegframe    | Semi-dubbel wiegframe    | Semi-dubbel wiegframe    | Semi-dubbel wiegframe    | Semi-dubbel wiegframe    | Semi-dubbel wiegframe    | Semi-dubbel wiegframe    | Semi-dubbel wiegframe    |   |
| Voorvork               | Telescoopvork             | Telescoopvork           | Telescoopvork                     | Telescoopvork                     | Telescoopvork                     | Telescoopvork            | Telescoopvork            | Telescoopvork            | Telescoopvork            |                          | UPSD                     | UPSD                     | UPSD                     |                          | Telescoopvork            |                          |   |
| Achtervork             | Swingarm                  |                         | Swingarm met Pro Link             | Swingarm met Pro Link             | Swingarm met Pro Link             | Swingarm met Pro Link    | Swingarm met Pro Link    | Swingarm met Pro Link    | Swingarm met Pro Link    | Swingarm met Pro Link    | Swingarm met Pro Link    | Swingarm met Pro Link    | Swingarm met Pro Link    | Swingarm met Pro Link    | Swingarm met Pro Link    | Swingarm met Pro Link    |   |
| Remmen                 | Simplexrem voor en achter |                         | Duplexrem voor, simplexrem achter | Schijfrem voor, simplexrem achter | Schijfrem voor, simplexrem achter | Schijfrem voor en achter | Schijfrem voor en achter | Schijfrem voor en achter | Schijfrem voor en achter | Schijfrem voor en achter | Schijfrem voor en achter | Schijfrem voor en achter | Schijfrem voor en achter | Schijfrem voor en achter | Schijfrem voor en achter | Schijfrem voor en achter |   |
| Tankinhoud             | 9,8 Liter                 |                         | 9 Liter                           | 9 Liter                           | 11 liter                          | 9 Liter                  | 9 Liter                  | 9 Liter                  | 9 Liter                  | 9 Liter                  | 9 Liter                  | 9 Liter                  | 9 Liter                  |                          | 11,5 Liter               |                          |   |
| Droog gewicht          | 114,5 kg                  |                         | 119 kg                            | 108 kg                            | 105 kg                            | 105 kg                   | 105 kg                   |                          | 118 kg                   |                          | Onbekend                 |                          | 110 kg                   |                          | 144 kg rijklaar          |                          |   |